# BlackBerry Curve 9300
Pour les articles homonymes, voir BlackBerry Curve et Blackberry.
Le BlackBerry Curve 9300 (souvent appelé Curve 3G) est un téléphone intelligent de la gamme BlackBerry conçu et fabriqué par la société ontarienne RIM. Il est sorti en août 2010 en France, et le 15 septembre 2010 aux États-Unis.

## Présentation
Le Curve 9300 est le premier appareil de la gamme Curve à fonctionner sur des réseaux 3G. Il reprend de façon identique le design du Curve 8520 mais on peut noter quelques petites innovations concernant le processeur et notamment le passage à l'OS 6.

## Disponibilité
Au Canada, le Curve 9300 est disponible chez Bell Mobilité, Mobilicity, Rogers Sans-fil et sa marque Fido, Telus Mobilité et sa marque Koodo, Vidéotron et Wind Mobile. Auparavant, il était disponible chez la marque Virgin Mobile Canada de Bell, mais ce fournisseur a cessé la vente de l'appareil.